# Albizia adianthifolia
Albizia adianthifolia is een plantensoort uit de vlinderbloemenfamilie (Fabaceae). Het is een kleine tot middelgrote bladverliezende boom met een afgeplatte, spreidende kroon. De boom kan groeihoogtes bereiken van 4 tot 30 meter. In de winter of lente groeit er een overvloed aan heldergroene bladeren en sterk geurende pluizige bloemen aan de takken. De vruchten zijn 9 tot 19 centimeter lange peulen met daarin afgeplatte zaden. De soort staat op de Rode Lijst van de IUCN geklasseerd als 'niet bedreigd'.
De soort komt voor in tropisch en zuidelijk Afrika en op Madagaskar. Hij groeit daar in verschillende habitats, van bossen met veel regen tot seizoensgebonden droge bossen en beboste savannes. De boom groeit op hoogtes van zeeniveau tot op 2000 meter.
Delen van de boom worden voor verschillende doeleinden gebruikt. De jonge bladeren worden als groente gegeten en van de zaden wordt een saus gemaakt. De plant is belangrijk voor de Afrikaanse traditionele geneeskunde. Zo wordt het sap van de schors inwendig ingenomen om luchtwegklachten te behandelen en de schors wordt inwendig gebruikt als wormafdrijvend middel. De verpulverde wortels worden toegediend aan vrouwen die aan het bevallen zijn. De bladeren worden inwendig gebruikt tegen diarree en gonorroe en uitwendig om wonden en zere voeten te behandelen.
Uit de schors wordt een onoplosbare gom verkregen die soms gebruikt wordt in lokale cosmetica. Het hout wordt gebruikt voor lichte constructies, zoals palen en spanten en verder ook voor houtsnijwerk.

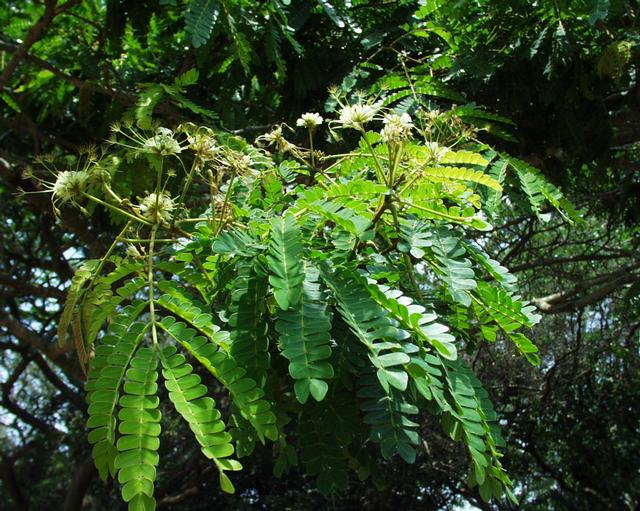
Bladeren
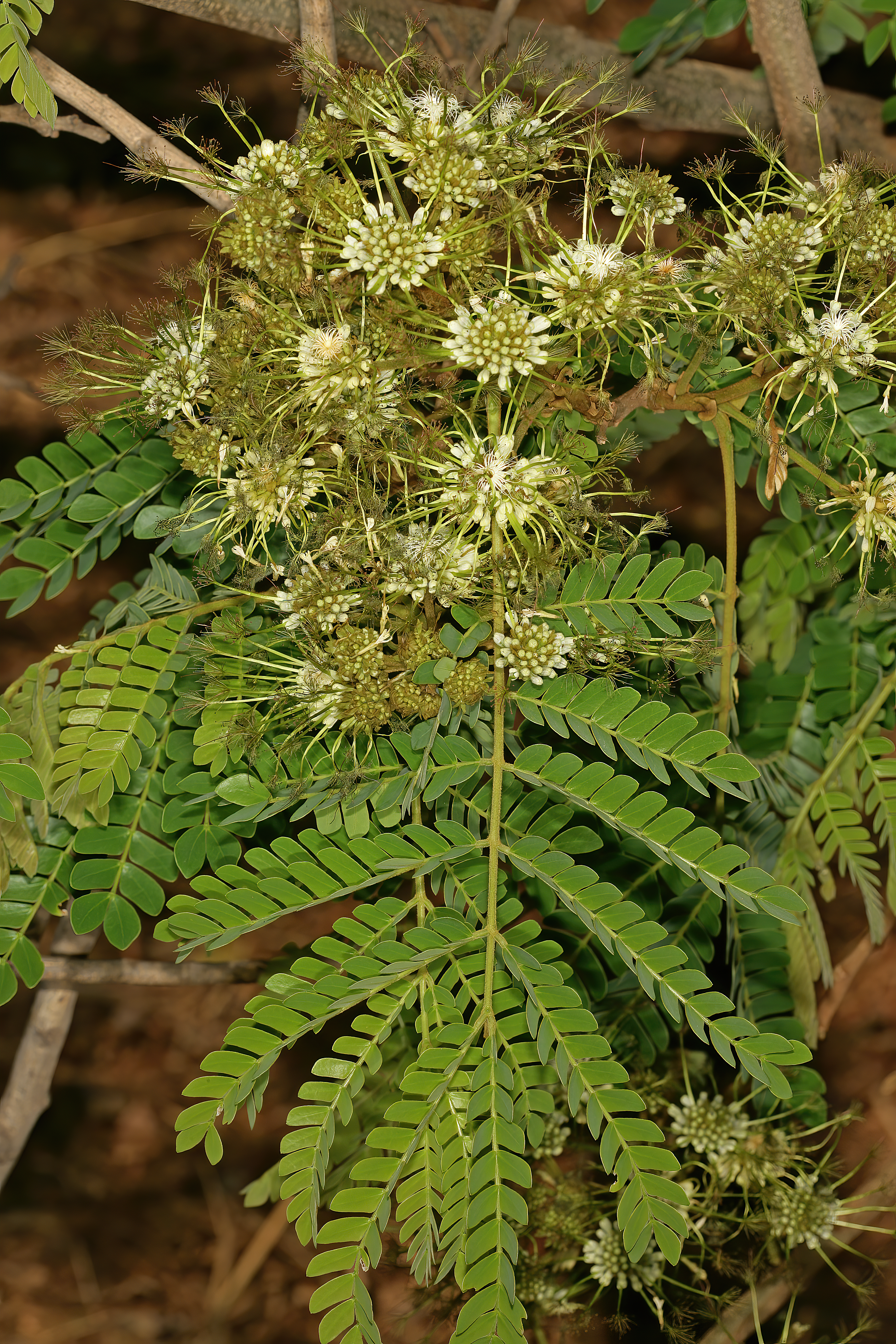
Bloemen
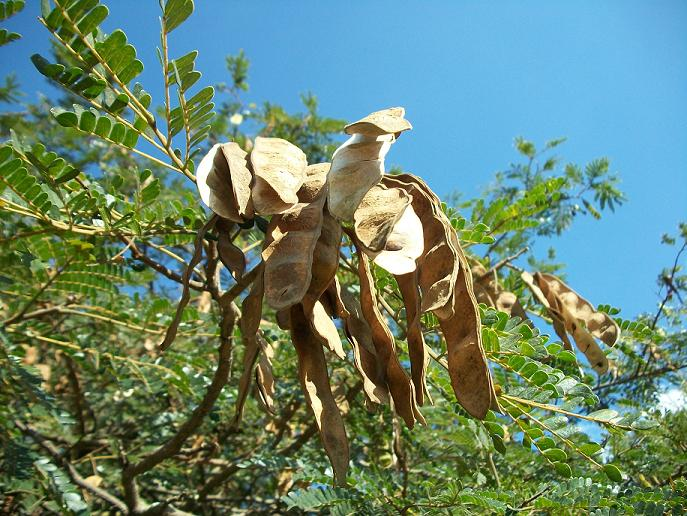
Peulen